# Agromyza filipendulae
Agromyza filipendulae är en tvåvingeart som beskrevs av Spencer 1976. Agromyza filipendulae ingår i släktet Agromyza och familjen minerarflugor. Inga underarter finns listade i Catalogue of Life.